# Тимаков, Иван Алексеевич
Иван Алексеевич Тимако́в (8 мая 1914, Москва — 9 ноября 1981, Москва) — советский инженер, конструктор, специалист в области создания ядерных боеприпасов.

## Биография
Родился 8 (21 мая) 1914 года в Москве. Окончил МЭИ (1937).
Участник Великой Отечественной войны. Старший техник-лейтенант на Черноморском флоте.
В 1937—1957 годах инженер-конструктор на предприятиях наркомата (министерства) судостроительной промышленности. В 1957—1981 годах работал во ВНИИА, начальник конструкторской бригады.
Умер 9 ноября 1981 года в Москве, в возрасте 67 лет.

## Награды и премии
- Сталинская премия третьей степени (1946) — за создание нового образца морского вооружения (за вклад в работу по модернизации антенной корабельной противолодочной мины со стальными антеннами и программной аппаратурой «Блок»).
- Орден Отечественной войны I степени (20.02.1946)
- Медаль «За трудовое отличие»
- медаль «За оборону Севастополя»
- медаль «За оборону Кавказа»
- медаль «За победу над Германией в Великой Отечественной войне 1941—1945 гг.»